# In der weissen Stadt
In der weissen Stadt ist ein schweizerisch-portugiesischer Film des Schweizer Regisseurs Alain Tanner von 1983.

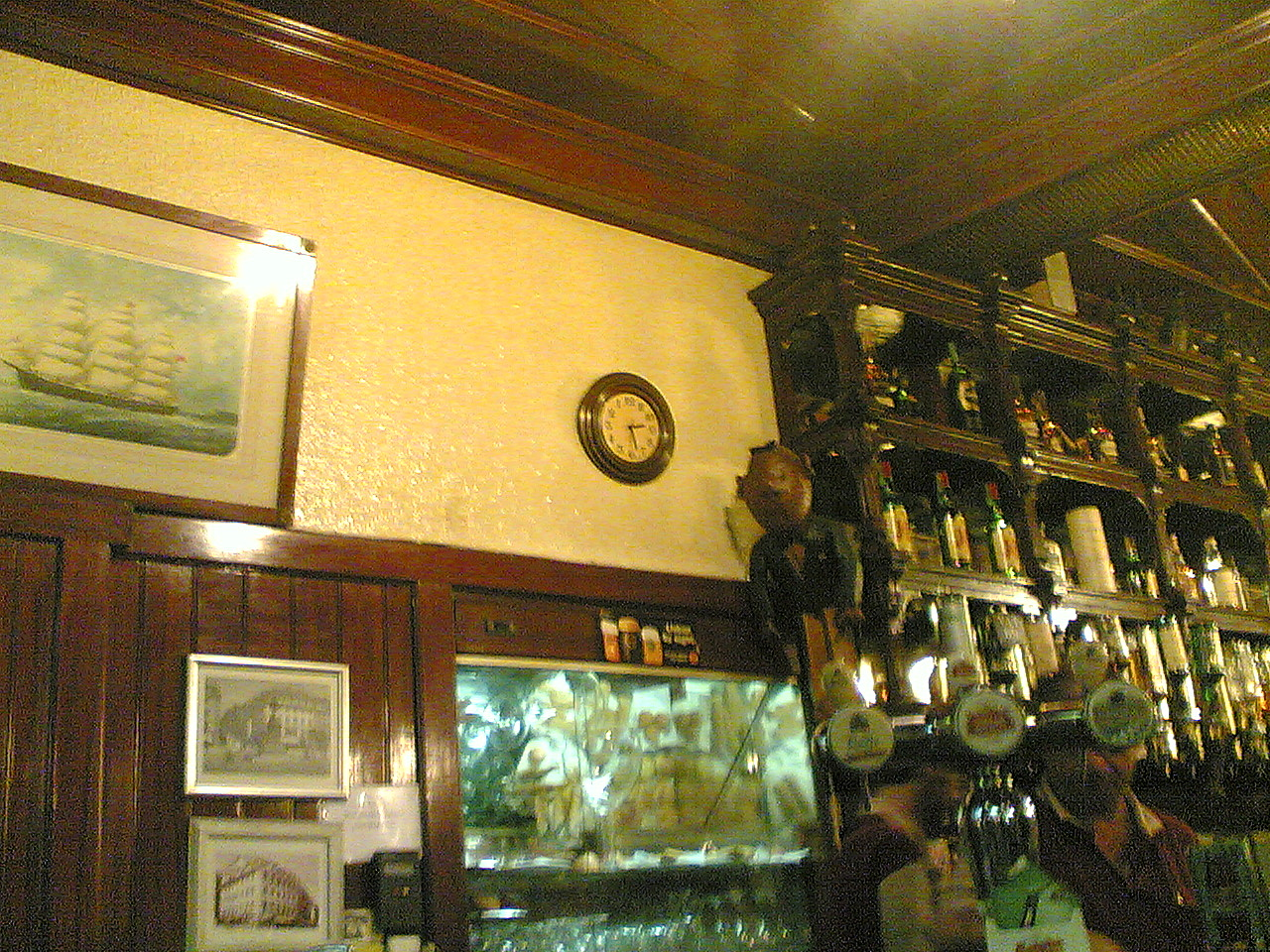
Die rückwärts gehende Uhr in der Kneipe der Pension, in der Rosa arbeitet

## Handlung
Bordmechaniker Paul verlässt seinen lärmenden Maschinenraum, als sein Schiff in Lissabon anlegt. Er entscheidet sich danach, nicht mehr auf das Schiff zurückzukehren, sondern die Stadt zu erkunden, ihre Impressionen aufzunehmen und seine Seele baumeln zu lassen.
Er liebt seine Frau Elisa, der er Briefe und Super-8-Videobotschaften nach Hause in die Schweiz sendet, doch beginnt er hier auch eine innige Affäre mit der Pensionsangestellten Rosa. Er verheimlicht Rosa seiner Frau nicht, der er weiter seine Liebe versichert, die ihm jedoch aus der fernen Schweiz, sollte er zurückkehren, Krieg ankündigt.
Nach zwei folgenschweren Zwischenfällen verlässt Rosa Paul, der sie nun in Lissabon sucht. Verlassen von seinen zwei Lieben, bricht er am Ende nach Norden auf.

## Produktion
Die Dreharbeiten fanden im Zeitraum vom Juli bis zum September 1982 zum überwiegenden Teil an den Originalschauplätzen in Lissabon sowie abschliessend in Basel statt. Für Pauls «Hotelzimmer», mit Blick auf den Tejo, wurde ein Raum in der katholischen Universität von Lissabon umdekoriert und genutzt. Die Szenen am Meer, ausserhalb der Stadt, wurden auf der gegenüberliegenden Halbinsel von Setúbal gedreht.
Alain Tanner hat erklärt, dass es bei Dans la ville blanche keine wirkliche Montage gab. Es wurde ohne vorher festgelegtes Drehbuch und in strikt chronologischer Folge gedreht, so dass die Reihenfolge aller Einstellungen sich aus der Chronologie ihres Drehens ergab. Eingebaut wurden beim Schnitt dann nur die in der Schweiz sowie die auf Super 8 gedrehten Aufnahmen.

## Rezeption
Der poetische Film entwickelt eine ruhige, intensive Atmosphäre. Die überzeugenden Schauspielleistungen von Ganz und Madruga vermitteln die Tristesse des sinnsuchenden Spontan-Aussteigers Paul, aber auch des bedrückenden Lebens Rosas. Beide suchen aus unterschiedlichen Richtungen nach Sinn und Erfüllung, und nach innerer Ruhe. Der morbide Charme des sonnendurchfluteten Lissabon und seiner verfallenden alten Gassen bilden den Rahmen.
Mit dem Film gewann Alain Tanner das Lob der internationalen Kritik. So hiess es z. B. in der damaligen Besprechung des Films in Der Spiegel: «Spannend, wie Tanner diese gewöhnliche Geschichte erzählt; wie er das Glück und dessen Schatten, die Tristesse, eingefangen hat, ist eine stille Kinosensation. Hat die einmal ihr Publikum gefunden, könnte ein Kult-Film daraus werden.»
In ihrem Nachruf auf Alain Tanner ging die französische Zeitschrift «Telerama» auch auf Dans la ville blanche ein: «Ein Kultfilm. … Mit seinen zitternden, bunten Super-8-Bildern, seinem staubigen Licht und der wie im Traum gefilmten portugiesischen Hauptstadt konnte einem diese Eloge auf die Weltflucht Lust machen, auch selbst alles fallen zu lassen und sich einer von Melancholie geprägten Sinnkrise hinzugeben. Tanner, der selbst einmal Seemann gewesen war und der als 17-jähriger im Hafen von Genua gearbeitet hatte, erzählte später, wie er diesen ‹heilsamen› Film in einem durch Einnahme von Medikamenten quasi zombieartigen Zustand gedreht habe.»

„Der Film ist eine spontan und auf den ersten Blick planlos erzählte Aussteigergeschichte, die sinnlich und direkt Impressionen des Seelenzustandes eines Mannes in einer Krise vermittelt. Dabei steht das Thema, das viele Filme Alain Tanners beherrscht, jedoch der sensiblen Erzählstruktur ein wenig im Wege.“

In der weissen Stadt lief auf verschiedenen Festivals – seine Uraufführung fand auf der Berlinale 1983 statt – und erhielt 1984 den César in der Kategorie «Meilleur film francophone» (d. h. bester nicht in Frankreich produzierter, aber französischsprachiger Film).
Der Film erschien danach in mehreren Ländern auch als Kaufedition. In Portugal erschien er zunächst als VHS-Kassette bei Atalanta Filmes und dann als DVD bei Leopardo Filmes, bevor er 2009 von der portugiesischen Fnac zusammen mit Atalanta Filmes wiederveröffentlicht wurde.